# جنگل حفاظت‌شده کورو-کول
جنگل حفاظت‌شده کورو-کول (به لاتین: Kuru-Köl Forest Reserve) یک جنگل حفاظت‌شده در قرقیزستان است که در استان جلال‌آیاد واقع شده‌است.